# 후카쓰 고타
후카쓰 고타(일본어: 深津 康太, 1984년 8월 10일 ~ )는 일본의 축구 선수이다.

## 구단 경력
그는 2003년부터 2024년까지 J리그의 나고야 그램퍼스 에이트, 미토 홀리호크, 가시와 레이솔, FC 기후, FC 마치다 젤비아, 도쿄 베르디, 이와테 그루자 모리오카에서 활동하였다.